# 天主教瓦烏特拉自治監督區
天主教瓦烏特拉自治監督區（拉丁語：Praelatura Territorialis Huautlensis）是墨西哥一個羅馬天主教自治監督區，屬瓦哈卡總教區。
自治監督區於1972年10月8日成立，位於瓦哈卡州北部，2004年時有教友123,500人（佔總人口92.0%）。自治監督區有8個堂區和19名司鐸。現任監督為瓜達盧佩·安多尼·魯伊斯-烏爾金，榮休監督為赫美內琪·拉米雷斯-桑切斯。